# Garoupa-palhaço
A garoupa-palhaço (Epinephelus guttatus), é uma espécie de garoupa nativa do Atlântico Ocidental, sendo muito comum de ser encontrada descansando durante o dia sobre corais e rochas. É um peixe carnívoro de médio porte e muito apreciado na pesca artesanal, embora alguns lugares seja uma espécie protegida por lei. Eventualmente é vista no comércio ornamental e chama atenção de aquaristas, por ser um peixe predador, é recomendado ser mantido junto com outros peixes grandes.
É nativo do Atlântico Ocidental, sendo encontrado dês da costa da Carolina do Norte, EUA, para o México e Guatemala para o Mar do Caribe e Antilhas para a Venezuela e sudeste do Brasil.